# Ixodes downsi
Ixodes downsi este o specie de căpușe din genul Ixodes, familia Ixodidae, descrisă de Glen M. Kohls în anul 1957. Conform Catalogue of Life specia Ixodes downsi nu are subspecii cunoscute.